# Рафаель Вітті
Рафаель Аленкар Вітті (порт. Rafael Alencar Vitti; нар. 2 листопада 1995, Ріо-де-Жанейро) — Бразильський актор, музикант і поет. Він син акторів Жоао Вітті та Валерії Аленкар, а також брат актора Франсіско Вітті.

## Біографія
Рафаель Вітті народився в Ріо-де-Жанейро і виріс у районі Фламенго, на південь від міста Ріо-де-Жанейро. Його перша мистецька робота була в його театрі з виставою «Quem Matou O Leão?». Він зняв два короткометражки, «NÓS» і «Le Royale With Cheese», перш ніж спробувати потрапити в Malhação, уже відвідуючи курс виконавських мистецтв в Федеральний університет штату Ріо-де-Жанейро.

## Особисте життя
Під час зйомок молодіжного серіалу «Мрії про тренування» він почав зустрічатися з акторкою Ізабеллою Сантоні, своєю романтичною партнеркою за сюжетом. Стосунки припинилися в травні 2015 року, незабаром після закінчення серіалу.
У лютому 2017 року він почав зустрічатися з актрисою Тата Вернек, припустивши стосунки лише в серпні. У січні 2018 року вони заручилися, а в жовтні оселилися разом. 23 жовтня 2019 року у пари народилася перша донька Клара.

## Фільмографія
- 2005: «мулова любов»
- 2012: «Нас»
- 2014–2015: «Мрії про тренування[en]»
- 2015: «Не чіпляйтеся, ні»
- 2016: «Абсолютно неосвічений»
- 2016: «дружище»
- 2016: «VIP трюк»
- 2016: «Рок-історія»
- 2016: «Старик Шику»
- 2017: «незграбний ряжені: назустріч Голлівуду»
- 2019: «літо 90»
- 2020: «Леді і Бофе»
- 2021–2023: «Як п'ять»
- 2022: «За межами ілюзії»

## Примітка
1. ↑  Rafael Vitti. Purepeople. 1 січня 2020.
2. ↑  Conheça Rafael Vitti, o novo queridinho de Malhação. SPRING TEEN (Portuguese) . Архів оригіналу за 7 березня 2016. Процитовано 11 червня 2016.
3. ↑  Casal em Malhação, Isabella Santoni e Rafael Vitti não estão mais namorando - Entretenimento. Diário Gaúcho. Процитовано 27 липня 2019.
4. ↑  Tatá Werneck assume namoro com Rafael Vitti | Pop! Pop! Pop!. Veja. Процитовано 4 лютого 2020.